# Esquí nórdico
El esquí nórdico es una familia de deportes de invierno que abarca distintos tipos de esquí, concretamente aquellas disciplinas en cuya práctica no se fija el talón de la bota a la base de los esquíes, a diferencia del esquí alpino.
Existe un total de cinco modalidades principales de esquí nórdico: esquí de fondo, salto de esquí, combinada nórdica, biatlón y telemark. 
Las pruebas de los Juegos Olímpicos de Invierno son el esquí de fondo de competición, el salto de esquí y la combinada nórdica, una prueba que combina el esquí de fondo y el salto de esquí. Los Campeonatos Mundiales de Esquí Nórdico de la FIS acogen estos deportes cada año impar, pero también hay campeonatos separados en otras pruebas, como el esquí de Telemark y esquí de vuelo. El Biatlón combina el esquí de fondo y el tiro con carabina, pero no está incluido como disciplina nórdica en el reglamento de la Federación Internacional de Esquí. (FIS). En su lugar, está bajo la jurisdicción de la Unión Internacional de Biatlón.
La biomecánica del esquí de fondo y del salto de esquí de competición ha sido objeto de serios estudios. El esquí de fondo requiere fuerza y resistencia y el salto de esquí requiere eficiencia aerodinámica, y ambos requisitos se traducen en habilidades específicas
para ser optimizado en el entrenamiento y la competición.

## Esquí de fondo
En las competiciones, los fondistas deben realizar carreras contrarreloj de largas distancias de hasta 150 km. También existen carreras más cortas con eliminatorias denominadas sprints. Las competiciones pueden ser estilo clásico o libre. En el clásico se pasan los esquíes por dos carriles; en el libre se va por caminos abiertos.

### Historia

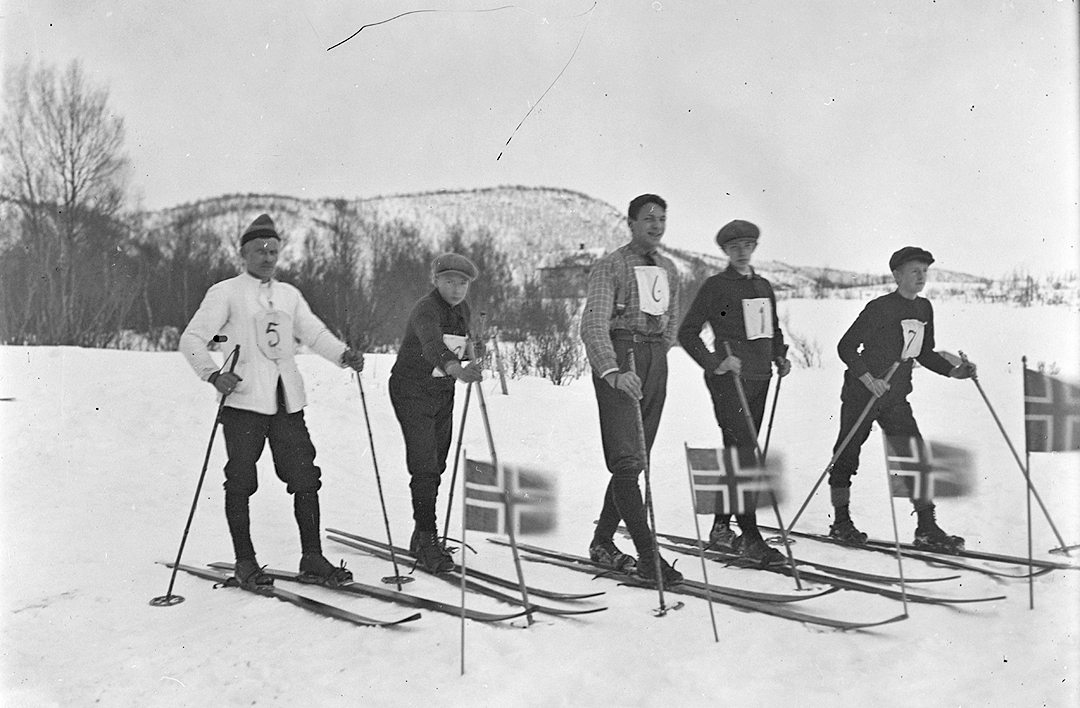
Campeonato local, Ballangen, Noruega, 1925.

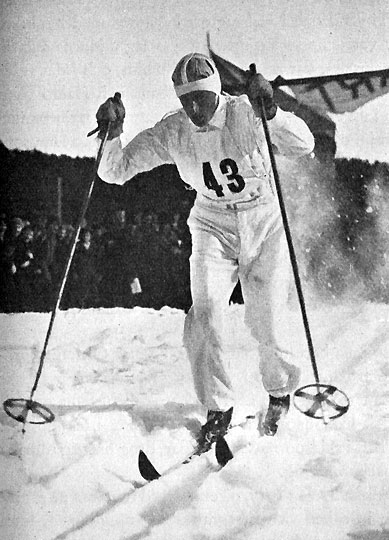
Competidor sueco, Martin Matsbo, en abril de 1935.

En 1767 el general danés-noruego, Schack Carl Rantzau, codificó cuatro clases de competiciones militares de esquí y estableció premios para cada una:
- Disparar a blancos prescritos a 40-50 pasos mientras esquían cuesta abajo a "máxima velocidad" (precursor del biatlón).
- Lanzarse" cuesta abajo entre los árboles "sin caerse ni romperse los esquís" (precursor del eslalon).
- Correr cuesta abajo en grandes pendientes sin "montarse o apoyarse en su bastón" ni caerse (precursor del descenso).
- "Carreras largas" con equipo militar completo y un arma al hombro sobre ca. 2,5 km de "terreno llano" en 15 minutos (precursor del esquí de fondo moderno).

En 1843 se celebró una competición pública de esquí en Tromsø. El anuncio llamaba al evento "carrera de apuestas sobre esquís". Alrededor de 1900 surgió una técnica alpina distinta de cómo se practicaba el esquí hasta entonces, cuando Mathias Zdarsky propugnó el "método de esquí Lilienfelder" como alternativa a la técnica noruega.En noruego, langrenn se refiere al "esquí de competición en el que el objetivo es completar una distancia específica en pistas preestablecidas en el menor tiempo posible". Las competiciones de esquí alpino (conocidas como carreras en colina) existieron en Noruega durante los siglos XVIII y XIX, pero se dejaron de celebrar cuando el principal festival de esquí de Oslo se centró en las carreras largas (esquí de fondo de competición) y los saltos de esquí (ahora conocidas como disciplinas nórdicas). Las disciplinas alpinas resurgieron en Europa Central hacia 1920. Las competiciones de esquí de travesía (en noruego: turrenn) son competiciones de fondo de larga distancia abiertas al público, en las que se suele competir por categorías de edad.
En el siglo XIX, los esquiadores utilizaban un solo bastón de madera, más largo y resistente que los bastones modernos, que también podía usarse para frenar cuesta abajo. En Noruega, las carreras con dos bastones ("estilo Finlandia") encontraron resistencia a partir de la década de 1880, cuando algunas reglas de carrera los prohibieron; entre las objeciones figuraban cuestiones estéticas, como que hacían que los esquiadores "se contonearan como gansos". A medida que el uso de pares de bastones se convirtió en la norma, los materiales favorecieron la ligereza y la resistencia, empezando por el bambú, que dio paso a la fibra de vidrio, utilizada en los Juegos Olímpicos de Invierno de 1968, el aluminio, utilizado en los Juegos Olímpicos de Invierno de 1972, y finalmente la fibra de carbono, introducida en 1975.

## Salto de esquí

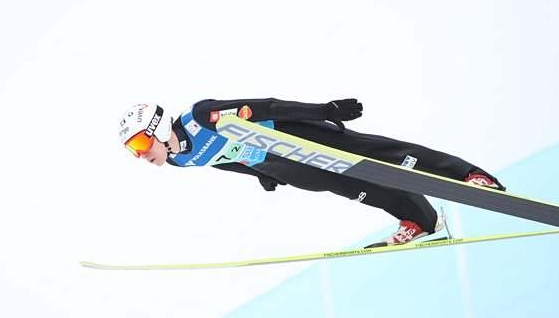
Jurij Tepeš durante la competencia por equipos de los Campeonatos Mundiales de Salto FIS 2012 en Vikersund, Noruega.

Consiste en descender sobre esquíes por una rampa para coger velocidad y luego iniciar el vuelo con el objetivo de aterrizar lo más lejos posible.
Es una prueba que tiene una gran dificultad técnica y por ello se necesita mucha preparación, pues el esquiador no solo tiene que saltar lo más lejos posible, sino que debe hacerlo en condiciones de seguridad y aterrizar sin contratiempos. Un accidente no solo le restaría puntuación sino que a menudo tiene consecuencias trágicas para el deportista. Por si fuera poco, durante el vuelo debe cuidar la armonía y la estética del movimiento, ya que además de la distancia unos jueces valorarán el estilo, influyendo ambos factores en la puntuación final.

### Historia
Se considera que el salto de esquí se originó en Morgedal, Telemark. La primera competición documentada tuvo lugar en Trysil en 1862. La primera competición generalmente conocida se organizó en Husebybakken, Ullern, Oslo, en 1879. Originalmente, el salto formaba parte del esquí de fondo, y no se medía la longitud del salto, sino sólo el estilo en una escala del 1 al 5. Esta competición anual se trasladó a Holmenkollen en 1892, y desde entonces Holmenkollen se considera la "Meca" del esquí.

#### Desarrollo de las técnicas
El salto de esquí se practicaba tradicionalmente con los esquís casi uno al lado del otro durante todo el remonte. Los brazos se utilizaban activamente para mantener el equilibrio, y se consideraba una buena forma agitar los brazos. 
El Kongsbergknekk fue un estilo desarrollado en Kongsberg a principios de la década de 1920 por Jacob Tullin Thams y Sigmund Ruud. Comenzaron a saltar más hacia delante que antes, realizado con una característica flexión de la cadera. Mantenían los brazos extendidos hacia los lados o hacia delante. La rodilla Kongsberg fue el estilo de salto dominante hasta que el estilo aleta, con el cuerpo recto y los brazos colocados hacia atrás a lo largo del cuerpo, se impuso en la década de 1950. Algunos intentaron mantener los brazos hacia delante hacia el final de la elevación para mejorar la fluidez (por ejemplo, Helmut Recknagel). 
El saltador que quizá fue más conocido por el Kongsbergknekken fue Birger Ruud. Otros saltadores famosos con este estilo fueron Kaare Walberg, Alf Andersen y Sven Selånger. También Karl Hovelsen, que vivió en EE UU de 1905 a 1922 y se convirtió en pionero del esquí allí, saltó con la cadera rota. Sepp Bradl utilizó la técnica cuando fue el primero en saltar más de 100 metros en 1936.
La norma de salto no se adaptó a la rodilla Kongsberg (con una ligera flexión de la cadera) hasta 1936. Desde 1918 hasta entonces, el ideal de la norma había sido saltar con el cuerpo recto, posiblemente combinado con una elevación de las piernas.
El sueco Jan Boklöv lanzó el estilo en V actual, en el que los esquís se inclinan hacia fuera formando una V. Con el tiempo (alrededor de 1990) todos los saltadores se pasaron a este estilo, ya que tenía claras ventajas Aerodinámica y contribuía a una mayor longitud. Al principio, el ángulo era bastante pequeño, pero fue aumentando gradualmente. En 2004, se introdujo el término estilo W para un estilo en el que hay una cierta distancia entre los extremos de los esquís traseros, ahora a menudo llamado estilo H.
Las consideraciones aerodinámicas son cada vez más importantes a medida que aumenta la longitud de los saltos. Ahora se regulan varios factores: la longitud del esquí en relación con la altura y el peso del saltador, la amplitud del traje de esquí y la velocidad de flujo.
Otro cambio llamativo respecto a antes es que ahora los saltadores se sientan en el ovillo con los brazos hacia atrás, mientras que antes los brazos se dirigían hacia delante. Esta técnica, que reduce la resistencia del aire, fue utilizada por primera vez en una carrera internacional de saltos de esquí por Heinz Wosipiwo durante los Campeonatos Mundiales de Esquí de 1974 en Falun.

## Combinada nórdica
Consiste en una combinación de dos pruebas: una de saltos en esquí desde un trampolín, y otra de esquí de fondo.
En la combinación nórdica, el desempeño del atleta en las dos disciplinas se componen entre sí para obtener un resultado final. Como regla, se usa el método Gunder, en el que primero se salta y luego el competidor va a una carrera de salida de caza en la pista de campo a través donde el mejor hombre por sus antecedentes comienza primero.

## Biatlón
Consiste en combinar el esquí de fondo con el tiro al blanco. Se trata de una carrera de esquí de fondo en la que en determinados puntos del recorrido los participantes deben pararse a disparar con un rifle sobre un blanco estático, penalizándose cada fallo bien recorriendo una distancia adicional o bien añadiendo tiempo al total de la prueba, y ganando finalmente el que totalice menos tiempo.

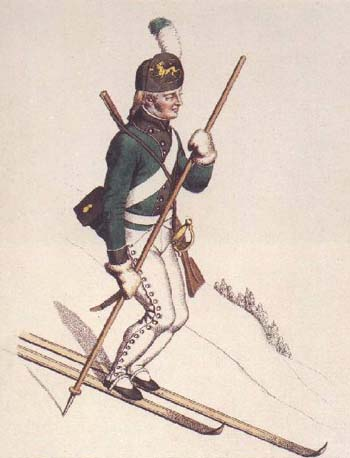
Esquiador noruego (Dibujo publicado en 1811).

Según la Encyclopædia Britannica, el biatlón "tiene sus raíces en las tradiciones de esquí de Escandinavia, donde los primeros habitantes veneraban al Dios nórdico Ullr como dios del esquí y de la caza." En la época moderna, la actividad que se convirtió en este deporte era un ejercicio para los noruegos como entrenamiento alternativo para el militar. Los regimientos de esquí noruegos organizaban concursos de esquí militar en el siglo XVIII, divididos en cuatro clases: tiro a la marca mientras se esquiaba a toda velocidad, carrera de descenso entre los árboles, carrera de descenso en grandes colinas sin caer, y una carrera larga en terreno llano mientras se llevaba un rifle y una mochila militar. En la terminología moderna, estas competiciones militares incluían el descenso, el eslalon, el biatlón y el esquí de fondo. Uno de los primeros clubes de esquí conocidos en el mundo, el Trysil Skytte- og Skiløberforening (el Club de Rifle y Esquí de Trysil), se formó en Noruega en 1861 para promover la defensa nacional a nivel local. Las variantes del siglo XX incluyen Forsvarsrennet  (el concurso militar), una carrera de campo a través de 17 km con tiro, y la carrera militar de campo a través de 30 km que incluye tiro. 
El biatlón moderno es una variante civil del antiguo ejercicio militar combinado. En Noruega, el biatlón fue hasta 1984 una rama de Det frivillige Skyttervesen, una organización creada por el gobierno para promover la puntería civil en apoyo de la defensa nacional. En noruego, el biatlón se llama en noruego skiskyting (literalmente tiro con esquís). En Noruega, todavía hay competiciones separadas en skifeltskyting, una carrera a campo traviesa de 12 km con disparos de rifle de gran calibre a varios objetivos con alcance desconocido. 
Llamada patrulla militar,  la combinación de esquí y tiro se disputó en los Juegos Olímpicos de Invierno en 1924 y luego fue demostrado] en los Juegos Olímpicos de Invierno de 1928, 1936 y 1948, durante los cuales Noruega y Finlandia fueron fuertes competidores. En 1948, el deporte se reorganizó bajo la Unión Internacional de Pentatlón Moderno y Biatlón y volvió a ser aceptado como deporte olímpico en 1955, con una amplia popularidad dentro de los circuitos de deportes de invierno soviéticos y suecos.
El primer Campeonato Mundial de Biatlón se celebró en 1958 en Austria, y en 1960 el deporte se incluyó finalmente en los Juegos Olímpicos de Invierno de 1960. En los Albertville en 1992, se permitió por primera vez la participación de las mujeres en el biatlón olímpico. El formato de persecución se añadió para los Juegos Olímpicos de Invierno de Salt Lake City 2002, y la IBU añadió el relevo mixto como formato para los Olimpiadas 2006.
En las competiciones celebradas entre 1958 y 1965 se utilizaron cartuchos de alta potencia, como el .30-06 Springfield y el 7,62 × 51 mm OTAN, antes de que el cartucho de percusión anular .22 Long Rifle se estandarizara en 1978. El cartucho de percusión anular se estandarizó en 1978. La munición se llevaba en un cinturón alrededor de la cintura del competidor. La única prueba era la individual masculina de 20 km, que comprendía cuatro campos de tiro distintos y distancias de disparo de 100 m, 150 m, 200 m y 250 m. La distancia del blanco se redujo a 150 m con la adición del relevo en 1966. El campo de tiro se redujo de nuevo a 50 m en 1978 con los blancos mecánicos autoindicadores que hicieron su debut en los Juegos Olímpicos de Invierno de 1980 en Lake Placid. Para la temporada 2018-2019, se aprobaron las dianas totalmente electrónicas como alternativa a las dianas de papel o mecánicas de acero para los eventos de la IBU.

## Telemark
Es una técnica de esquí que nació en 1825 de manos de Sondre Norheim, considerado padre del esquí moderno. El nombre de esta modalidad proviene de una región Noruega llamada Telemark, donde Sondre inventó esta forma de hacer giros sobre las tablas de esquiar.
A finales del siglo XIX se vuelve muy popular debido a las competiciones que se celebran, en las que este es el estilo que se usa. Sin embargo, a principios del siglo XX, el esquí alpino en el que se fija el talón al esquí desbanca la técnica del Telemark. Esta técnica no volverá a practicarse hasta los años 70, en los que resurge en Norteamérica ya que proporciona una libertad de movimiento mayor y un mayor desafío, por su complejidad, a los practicantes del deporte del esquí.
Durante la sesión de la Junta Directiva del IOC, celebrada Lausanne Suiza entre el 18 y 19 de julio de 2018, este deporte nórdico fue el último en incluirse en el programa olímpico.